# Канада на летних Олимпийских играх 1928
Канада принимала участие в Летних Олимпийских играх 1928 года в Амстердаме (Северная Голландия, Нидерланды) в девятый раз за свою историю, и завоевала семь бронзовых, четыре серебряные, четыре золотые медали. Сборную страны представляли 7 женщин.

## 01!Золото
- Лёгкая атлетика, мужчины, 100 метров — Перси Уильямс.
- Лёгкая атлетика, мужчины, 200 метров — Перси Уильямс.
- Лёгкая атлетика, женщины, 4×100 метров, эстафета — Этель Смит, Бобби Розенфельд, Миртл Кук, Флоренс Белл.
- Лёгкая атлетика, женщины, прыжок в высоту — Этель Кэтервуд.

## 02!Серебро
- Лёгкая атлетика, женщины, 100 метров — Бобби Розенфельд.
- Лёгкая атлетика, мужчины, 400 метров — Джеймс Болл.
- Гребля, мужчины — Джой Врайт и Джон Гест.
- Борьба, мужчины — Дональд Стоктон.

## 03!Бронза
- Лёгкая атлетика, женщины, 100 метров — Этель Смит.
- Лёгкая атлетика, мужчины, 4×400 метров, эстафета — Джеймс Болл, Stanley Glover, Phil Edwards, Александр Уилсон.
- Бокс, мужчины — Рэймонд Смилли.
- Гребля, мужчины — Фредерик Хеджес, Фрэнк Фиддес, Джон Хэнд, Херберт Ричардсон, Джек Мёрдок, Атол Мич, Эдгар Норрис, Уильям Росс, Джон Доннелли
- Плавание, женщины, 4х200 метров, эстафета — Munroe Bourne, James Thompson, Garnet Ault, Walter Spence.
- Борьба, мужчины — Джеймс Трифунов.
- Борьба, мужчины — Морис Лечфорд.

## Результаты соревнований

### Академическая гребля
Олимпийские соревнования по академической гребле проходили с 3 по 10 августа в деревне Слотен, которая расположена в 6 км к западу от центра Амстердама. В каждом заезде стартовали две лодки. Победитель заезда проходил в следующий раунд, а проигравшие на предварительном этапе попадали в отборочный раунд. Спортсмены, проигравшие два заезда, завершали борьбу за медали. Начиная с третьего раунда экипажи, уступавшие в заезде, выбывали из соревнований. Для определения бронзового призёра проводился заезд за 3-е место.
Мужчины
| Соревнование | Спортсмены  | Первый раунд         | Отборочный заезд     | Второй раунд         | Отборочный заезд       | Третий раунд         | Полуфинал            | Финал                | Место |
| Соревнование | Спортсмены  | Соперник / Результат | Соперник / Результат | Соперник / Результат | Соперник / Результат   | Соперник / Результат | Соперник / Результат | Соперник / Результат | Место |
| ------------ | ----------- | -------------------- | -------------------- | -------------------- | ---------------------- | -------------------- | -------------------- | -------------------- | ----- |
| одиночки     | Джозеф Райт | NEDЛ. Гунтер В -0,6  | не участвовал        | TCHЙ. Страка П +8,6  | ITAМ. Бернаскони В DNF | GBRД. Коллет П +5,4  | завершил выступление | завершил выступление | 5     |